# Török Béla (orvos)
Török Béla, Török Béla Rezső (Buda, 1871. október 10. – Budapest, Erzsébetváros, 1925. november 26.) fül-orr-gégész szakorvos, egyetemi magántanár, gyógypedagógiai szakértő.

## Életútja
Török Ferenc ügyvéd és Nebenführer Sarolta fia. A Budapesti Tudományegyetem orvosi karára 1889-ben iratkozott be. 1897-ig a Szent Rókus Kórház II. sebészeti osztályán működött. Ezután a híres Kétly Károly által igazgatott II. Belklinikán lett orvosgyakornok. Az 1898–99-es tanévben az I. Sebészeti Klinikán műtőnövendék volt, sebészképzést, műtői oklevelet nyert. 1899-től külföldi tanulmányutakra indult, ahol speciális fülsebészeti képzéseken vett részt.
1901-től a II. sz. Belklinikán fülgyógyászati szakrendelést vezetett. 1902-ben került az új Szent János Kórházba, előbb rendelőorvos, a fekvő- és járóbetegeket látta el. 1911-ben a fülsebészet köréből egyetemi magántanárrá habilitálták. Ezen években fáradozott a fülbetegek számára kórházi osztály létesítésén, alapításán. 1911-ben és 1912-ben épült – tervei szerint – az az egyemeletes ház, amelyben 1913-tól működik az új Szent János Kórház fülosztálya. Ennek első vezetője volt egészen haláláig.
1921-ben az Orvosegyesület fülészeti szakosztályán a Nagyothallók oktatása címmel nevezetes előadást tartott, melyben bemutatta a nagyothallók speciális oktatását. Előadásának sikereként 1923-ban megalakult a Magyar Nagyothallók Egyesülete, melynek elnöke Török Béla lett. Osztályán dolgozott Bárczi Gusztáv, aki a magyar siketnémák tanítása terén nemzetközileg elismert eredményeket ért el. 1924-ben érdemei elismeréséül egyetemi rendkívüli tanári és egészségügyi főtanácsosi címet kapott. Osztályán készült el Békésy Györggyel közösen az első magyar (és a világon az első) audiométer (1922–24). Békésy György, a későbbi Nobel-díjas fizikus, Török mellett kezdte el a hallás vizsgálatát, s a második világháború után a halláselmélet hullámteóriájának megalkotásával nemzetközileg elismert szaktekintéllyé vált.
Az első világháborúban törzsorvosként működött. 1924-ben egyetemi professzori címmel honorálták, majd a főtanácsosi címet is elnyerte.
Életpályája egyik fő szakmai vonulata a nagyothallók segítése. Orvosi és gyógypedagógiai gondozásukkal Bárczi Gusztáv bevonásával kezdett foglalkozni 1920-tól. Megszervezte 1923-ban a Magyar Nagyothallók Országos Egyesületét, annak elnökeként tevékenykedett. Az első magyar Nagyothallók Intézetét Török Béla kezdeményezte 1925-ben, Budán, az I. kerületi Toldy Ferenc utca 64. szám alatt nyílt meg, később pedig 1934-ben róla nevezték el az intézményt. A nagyothallók részére általa alapított iskola megnyitását, 1925. december 19-ét, azonban Török Béla már nem érhette meg — 1925. november 27-én, 54 éves korában meghalt. Felesége Pap Erzsébet Eszter Flóra volt. Leányai: Sarolta, Éva, Eszter később kitelepültek az Amerikai Egyesült Államokba, Gedeon fia ifjú házasként fiatal feleségével együtt a család Városmajor utcai (Hild József által 1825-ben épített) villájában 1953-ban tragikus módon, szén-monoxidmérgezésben hunyt el, árván hagyva két kicsiny gyermeküket, Ervint és Krisztinát.

## Fő munkáiból
- A nagyothallók oktatása. Orvosi Hetilap, 1921. 29. és Különnyomat

## Emlékezete
- Sírja a Fiumei úti sírkertben található (39-1-16), amelyet a Budapesti Nagyothallók Szervezete (SINOSZ fővárosi szervezete) és a Budapesti Önkormányzat 2004-ben újíttatott fel.
- 1993-ban a Budapest XIV., Rákospatak u. 101. alatt a SINOSZ emléktáblát emelt számára.

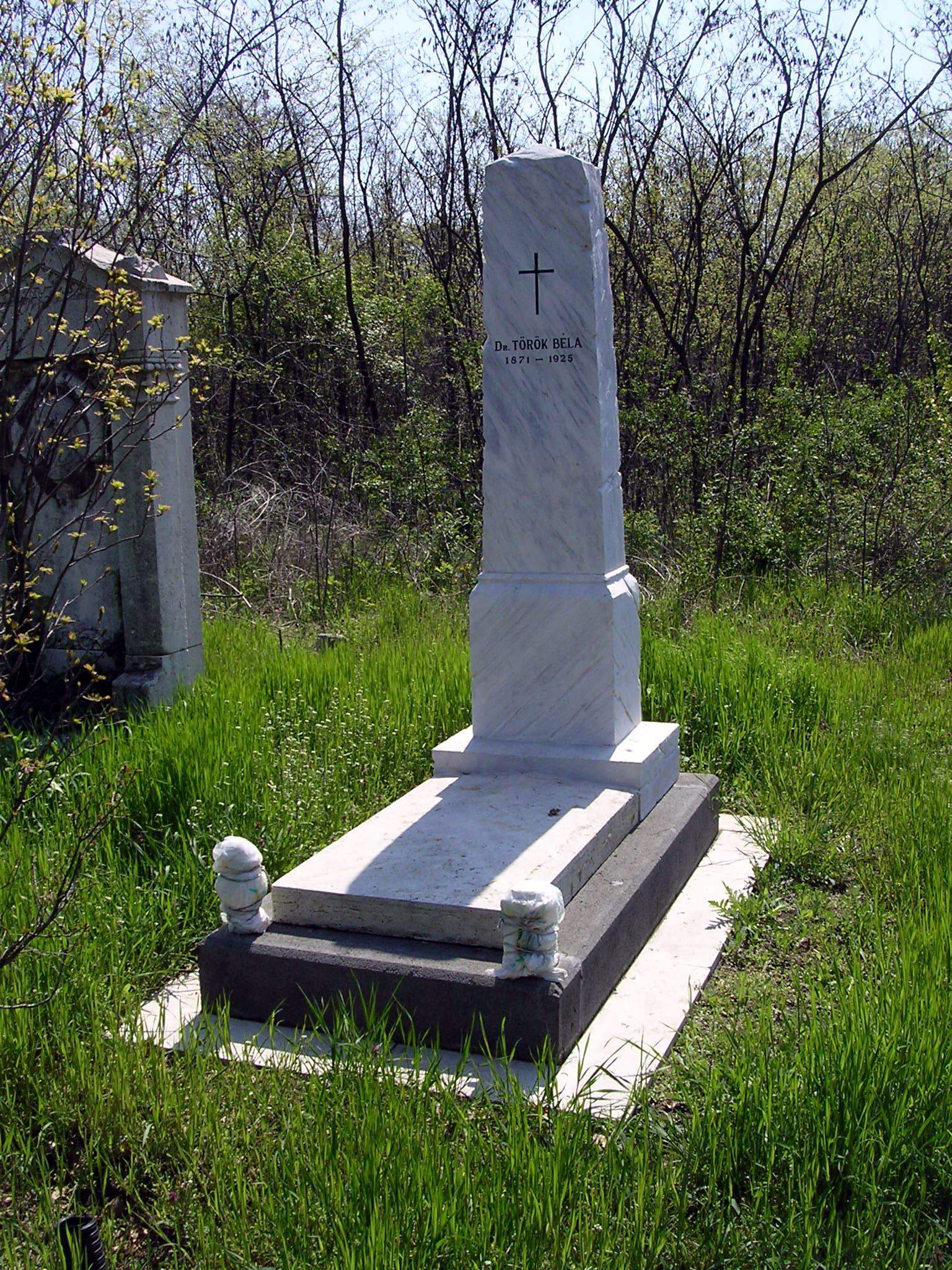
Felújított sírja a Fiumei úti sírkertben 2008-ban (39-1-16)
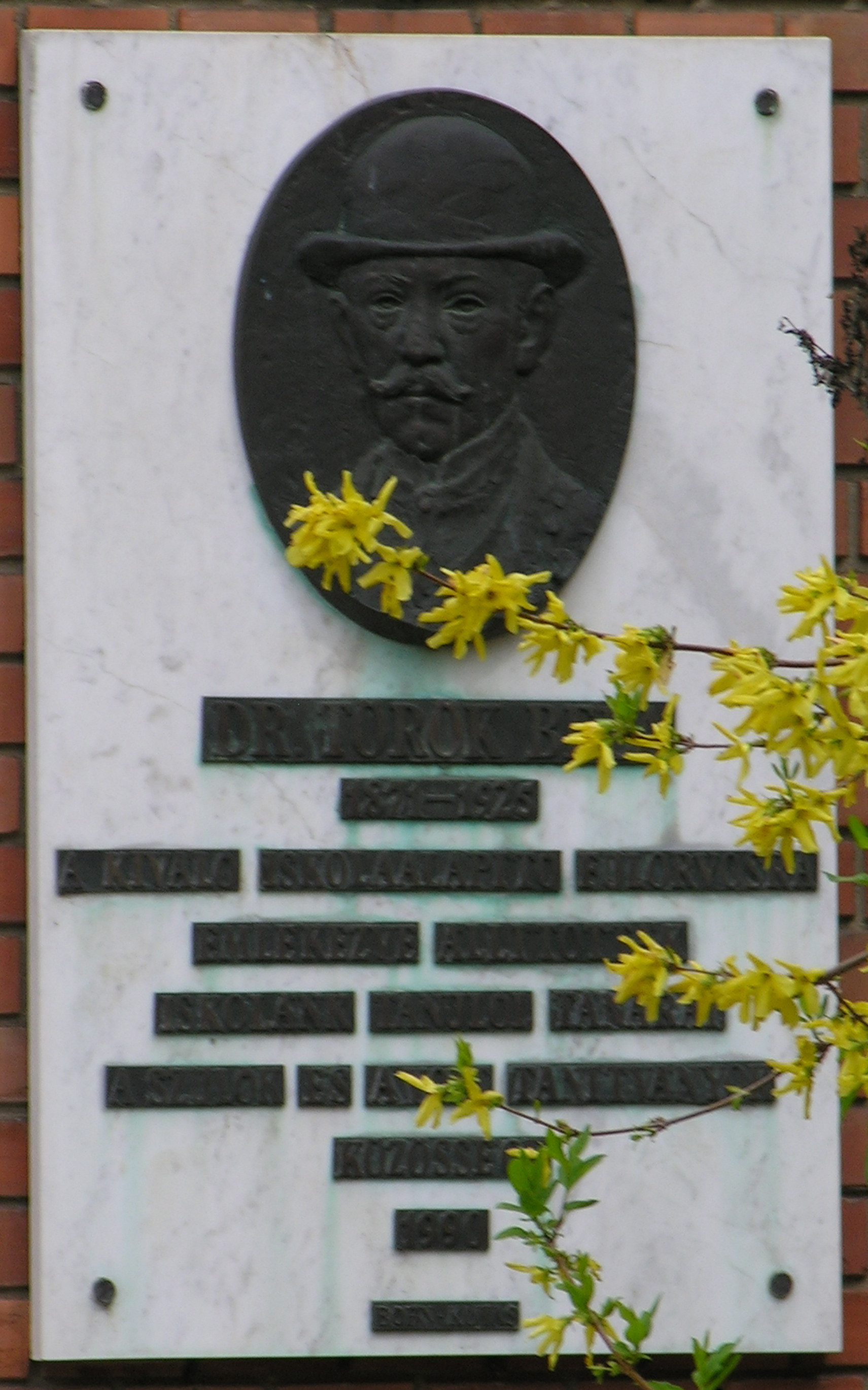
Emléktáblája Zuglóban